# Eleições estaduais em Rondônia em 1982
As eleições estaduais em Rondônia em 1982 ocorreram em 15 de novembro como parte das eleições gerais em 23 estados e nos territórios federais do Amapá e Roraima. Por força de um casuísmo político não houve eleição para governador e assim Jorge Teixeira manteve o cargo que exercia e foram escolhidos os senadores Odacir Soares, Galvão Modesto e Claudionor Roriz, oito deputados federais e vinte e quatro estaduais. Foram observadas regras como o voto vinculado, a sublegenda e a proibição de coligações partidárias.
Gaúcho nascido em General Câmara, o governador Jorge Teixeira iniciou sua vida militar em 1942 e passou pela Academia Militar das Agulhas Negras cursando ainda a Escola de Comando e Estado-Maior do Exército, a Escola de Educação Física do Exército e a Escola das Américas. Fixou-se em Manaus em 1966 e a seguir criou e comandou o Centro de Instrução de Guerra na Selva e nesse ínterim enfrentou a Guerrilha do Araguaia. Fundador do Colégio Militar de Manaus em 1971, passou à reserva dois anos depois sob a patente de coronel e foi morar no Rio de Janeiro. Nomeado prefeito da capital amazonense via ARENA em 1975, administrou-a durante o governo Enoque Reis e em 1979 foi escolhido governador de Rondônia pelo presidente João Figueiredo, cargo mantido na passagem de território federal a estado quando já pertencia ao PDS.

## Resultado da eleição para governador
O último governador do Território Federal de Rondônia foi aprovado no Senado Federal (quatro senadores abstiveram-se), nomeado pelo presidente da República, tomou posse perante o ministro da Justiça e assumiu em 20 de abril de 1979. Com a passagem de Rondônia a estado foi mantido no cargo e permaneceu no poder até 1985.
| Candidatos a governador do estado | Candidatos a vice-governador | Número | Coligação           | Votação | Percentual |
| --------------------------------- | ---------------------------- | ------ | ------------------- | ------- | ---------- |
| Jorge Teixeira PDS                | Não havia                    | -      | PDS (sem coligação) | 31      | 100%       |
| Fontes:                           |                              |        |                     |         |            |

## Resultado da eleição para senador
Segundo o Tribunal Superior Eleitoral houve 501.778 votos nominais (89,95%), 33.641 votos em branco (6,03%) e 22.428 votos nulos (4,02%) resultando em 557.847 votos apurados. Em Rondônia a numeração dos candidatos a senador foi determinada à parte do que previa a legislação, não se aplicando aqui o instrumento da sublegenda, com o total de votos apurados correspondendo ao triplo de eleitores que compareceram às urnas.
| Candidatos a senador da República | Candidatos a suplente de senador              | Número | Coligação            | Votação | Percentual |
| --------------------------------- | --------------------------------------------- | ------ | -------------------- | ------- | ---------- |
| Odacir Soares PDS                 | Eudes Lustosa PDS José Adelino da Silva PDS   | 10     | PDS (sem coligação)  | 96.657  | 19,26%     |
| Galvão Modesto PDS                | Flavio Donin PDS Isaac Bennesby PDS           | 12     | PDS (sem coligação)  | 94.794  | 18,89%     |
| Claudionor Roriz PDS              | Alcides Paio PDS José Augusto de Oliveira PDS | 11     | PDS (sem coligação)  | 94.143  | 18,76%     |
| Jerônimo Santana PMDB             | Carlos Alberto de Aguiar Correia PMDB -       | 50     | PMDB (sem coligação) | 67.188  | 13,39%     |
| Carlos Augusto Godoy PMDB         | Ângelo Pasquali Milani PMDB -                 | 52     | PMDB (sem coligação) | 66.374  | 13,23%     |
| Djair Prieto PMDB                 | José Ribamar Amorim PMDB -                    | 51     | PMDB (sem coligação) | 64.954  | 12,95%     |
| Odair Cordeiro PT                 | José Pedro Valadares PT -                     | 30     | PT (sem coligação)   | 5.957   | 1,19%      |
| Onofre Airton Kojo PT             | Oládia Alves da Cruz PT -                     | 32     | PT (sem coligação)   | 5.887   | 1,17%      |
| Josias Galvão de Lima PT          | Aírton Cavati PT -                            | 31     | PT (sem coligação)   | 5.824   | 1,16%      |
| Fontes:                           |                                               |        |                      |         |            |

## Biografia dos senadores eleitos

### Odacir Soares
Natural de Rio Branco, o advogado Odacir Soares é formado pela Universidade Federal do Rio de Janeiro, cidade onde trabalhou como jornalista nas revistas Manchete e Fatos e Fotos. Fundador da seccional da Ordem dos Advogados do Brasil em Rondônia, foi secretário de Segurança nos governos José Campedelli e João Carlos Marques Henrique Neto. Presidente do Conselho Territorial de Trânsito e também da Companhia de Águas e Esgotos de Rondônia, foi assessor jurídico da prefeitura de Porto Velho. Duas vezes prefeito de Porto Velho por escolha de João Carlos Marques Henrique Neto, foi chefe de gabinete do governador Teodorico Gaíva e consultor jurídico do governo territorial. Eleito suplente de deputado federal pela ARENA em 1978, exerceu o mandato por força de convocação. Em 1982 foi eleito senador pelo PDS e como teve a maior votação do estado, recebeu um mandato de oito anos. Foi eleitor de Paulo Maluf na eleição presidencial indireta de 1985, embora tenha migrado para o PFL.

### Galvão Modesto
Nascido em Corumbá o engenheiro agrônomo Galvão Modesto formou-se em 1967 pela Universidade Federal Rural do Rio de Janeiro. Técnico do Instituto Nacional de Colonização e Reforma Agrária, foi transferido para Ji-Paraná em 1974. Coordenador do INCRA para o Amazonas e o Território Federal de Rondônia, executou projetos de colonização e desenvolvimento rural. Aliado a Jorge Teixeira, foi eleito senador pelo PDS em 1982 e votou em Paulo Maluf no Colégio Eleitoral em 1985, ingressando depois no PFL.

### Claudionor Roriz
Médico nascido em Jardim e graduado na Universidade Federal de Pernambuco em 1970, Claudionor Roriz chegou a Rondônia em 1972 trabalhou junto ao Instituto Nacional de Colonização e Reforma Agrária, Fundação Nacional do Índio e ao governo rondoniense. Apontado como integrante da Vanguarda Popular Revolucionária, trabalhou em prol do MDB em Rondônia nas cercanias da BR-364. Convidado por Jorge Teixeira, trabalhou na instalação de hospitais e postos de saúde, o que garantiu sua eleição para senador via PDS em 1982. Eleitor de Tancredo Neves Colégio Eleitoral em 1985, ingressou no PFL e logo depois licenciou-se do mandato a fim de assumir o cargo de secretário de Saúde no governo Ângelo Angelim.

## Deputados federais eleitos
São relacionados os candidatos eleitos com informações complementares da Câmara dos Deputados. Foram apurados 164.076 votos nominais e de legenda (88,24%), 10.820 votos em branco (5,82%) e 11.053 votos nulos (5,94%) resultando no comparecimento de 185.949 eleitores.

Representação eleita
  PDS: 5
  PMDB: 3

| Deputados federais eleitos | Partido | Votação | Percentual | Cidade onde nasceu    | Unidade federativa  |
| Múcio Athayde              | PMDB    | 24.338  | 13,92%     | Montes Claros         | Minas Gerais        |
| Chiquilito Erse            | PDS     | 20.506  | 11,72%     | Manaus                | Amazonas            |
| Olavo Pires                | PMDB    | 14.265  | 8,16%      | Catalão               | Goiás               |
| Rita Furtado               | PDS     | 11.428  | 6,53%      | Campos dos Goytacazes | Rio de Janeiro      |
| Leônidas Rachid            | PDS     | 11.137  | 6,37%      | Rosário Oeste         | Mato Grosso         |
| Francisco Sales            | PDS     | 9.772   | 5,59%      | Grossos               | Rio Grande do Norte |
| Assis Canuto               | PDS     | 9.382   | 5,36%      | Itumbiara             | Goiás               |
| Orestes Muniz              | PMDB    | 7.548   | 4,32%      | Conselheiro Pena      | Minas Gerais        |
| Fontes:                    |         |         |            |                       |                     |

## Deputados estaduais eleitos
Foram eleitos 24 deputados estaduais para a Assembleia Legislativa de Rondônia. Foram apurados 159.412 votos nominais e de legenda (85,73%), 13.523 votos em branco (7,27%) e 13.014 votos nulos (7,00%) resultando no comparecimento de 185.949 eleitores.

Representação eleita
  PDS: 15
  PMDB: 9

| Deputados estaduais eleitos | Partido | Votação | Percentual | Cidade onde nasceu       | Unidade federativa  |
| José Bianco                 | PDS     | 8.156   | 4,72%      | Apucarana                | Paraná              |
| Tomaz Correia               | PMDB    | 5.441   | 3,15%      | Granja                   | Ceará               |
| Genivaldo Souza             | PDS     | 5.311   | 3,07%      | Campos dos Goytacazes    | Rio de Janeiro      |
| João Dias                   | PMDB    | 4.901   | 2,83%      | Itumbiara                | Goiás               |
| Sadraque Muniz              | PMDB    | 4.706   | 2,72%      | Medina                   | Minas Gerais        |
| Francisco Nogueira          | PDS     | 4.372   | 2,53%      | Grossos                  | Rio Grande do Norte |
| Jacob Atallah               | PDS     | 4.362   | 2,52%      | Porto Velho              | Rondônia            |
| Osvaldo Piana               | PDS     | 4.025   | 2,33%      | Porto Velho              | Rondônia            |
| Jô Sato                     | PDS     | 3.785   | 2,19%      | Itacajá                  | Tocantins           |
| Manoel Messias              | PDS     | 3.728   | 2,16%      | Recife                   | Pernambuco          |
| Arnaldo Martins             | PDS     | 3.720   | 2,15%      | Campo Grande             | Mato Grosso do Sul  |
| Ronaldo Aragão              | PMDB    | 3.638   | 2,10%      | Santa Cruz do Capibaribe | Pernambuco          |
| Sérgio Carminato            | PMDB    | 3.381   | 1,96%      | Alto Alegre              | São Paulo           |
| José do Prado               | PDS     | 3.206   | 1,85%      | Araruna                  | Paraná              |
| Silvernani Santos           | PDS     | 3.195   | 1,85%      | Trairi                   | Ceará               |
| Zuca Marcolino              | PDS     | 3.144   | 1,82%      | Icó                      | Ceará               |
| Marvel Falcão               | PDS     | 3.126   | 1,81%      | Poços de Caldas          | Minas Gerais        |
| Walderedo Paiva             | PDS     | 2.966   | 1,72%      | Mossoró                  | Rio Grande do Norte |
| Cloter Mota                 | PMDB    | 2.909   | 1,68%      | Recife                   | Pernambuco          |
| Heitor Costa                | PDS     | 2.777   | 1,61%      | Uberaba                  | Minas Gerais        |
| Jerzy Badocha               | PMDB    | 2.701   | 1,56%      | Soledade                 | Rio Grande do Sul   |
| Amizael Silva               | PDS     | 2.677   | 1,55%      | Bacabal                  | Maranhão            |
| Amir Lando                  | PMDB    | 2.590   | 1,50%      | Piratuba                 | Santa Catarina      |
| Ângelo Angelim              | PMDB    | 2.536   | 1,47%      | Capivari                 | São Paulo           |
| Fontes:                     |         |         |            |                          |                     |

## Eleições municipais
Houve eleições para prefeitos, vice-prefeitos e vereadores em nove dos treze municípios rondonienses, pois em Colorado do Oeste, Costa Marques Guajará-Mirim e Porto Velho foram escolhidos apenas vereadores. Esses municípios elegeram seus prefeitos em 1983, enquanto a capital do estado readquiriu tal direito apenas em 1985.